# 人にやさしい安全運転
人にやさしい安全運転（ひとにやさしいあんぜんうんてん）は、財団法人全日本交通安全協会が発行していた教材。運転免許証更新時や違反講習時に配布された。全日本交通安全協会のサイトでも販売されていた。2012年4月以降の講習には、「交通の教則」と「人にやさしい安全運転」の2冊を統合し、分量も4分の1程度削減した「わかる 身につく 交通教本」が配布されている。

## 概要
交通ルールを守った上で、さらに一歩進んで、先を読んで打つ手を考える読みの深い運転を「人にやさしい運転」としてその心構えなどを書いている。定番として書かれているのが「安全運転5則を守る」である。
- 安全運転5則を守る
  - 安全速度を守ること
  - カーブの手前でスピードを落とすこと
  - 一時停止で歩行者の安全を守ること
  - 交差点では必ず安全を確かめる
  - 飲酒運転は絶対にしない

## 内容
- 特集
  - 新たに追加された安全装置や震災、盗難対策などが紹介されている。
- 第1章～第5章（2007年現在、第1章～第5章までとなっているが、今後変化する可能性がある。）
  - 交通の教則や応急救護処置と重複する項目がある。